# Фоче Варано (Фођа)
Фоче Варано (итал. Foce Varano) је насеље у Италији у округу Фођа, региону Апулија.
Према процени из 2011. у насељу је живело 384 становника. Насеље се налази на надморској висини од 2 м.